# Рибница на Похорју
Рибница на Похорју (словен. Ribnica na Pohorju) је насеље и управно средиште истоимене општине Рибница на Похорју, која припада Корушкој регији у Републици Словенији.
По попису становништва из 2011. године, насеље Рибница на Похорју имало је 443 становника.